# إيان ماكلود
كان إيان نورمان ماكلود (11 نوفمبر 1913-20 يوليو 1970) سياسيًا بريطانيًا في حزب المحافظين ووزيرًا في الحكومة.
كان ماكلود المستهتر لاعب بريدج (لعبة ورق) محترفًا في العشرينات من عمره، وعمل بعد الخدمة الحربية في قسم أبحاث المحافظين قبل دخوله البرلمان في عام 1950. عُرِف في البداية كمناقش برلماني هائل وكخطيب منصة لاحقًا. عُيِّن بسرعة وزيرًا للصحة ثم شغل فيما بعد منصب وزير العمل. نُصَّب وزير دولة للمستعمرات في عهد هارولد ماكميلان خلال فترة مهمة في أوائل ستينات القرن العشرين؛ إذ أشرف على استقلال العديد من الدول الأفريقية عن الحكم البريطاني؛ ولكنه اكتسب عداوة اليمين المحافظ، ولقبه بأنه كان «ذكيًا بحذاقة».
كان ماكلود غير راضٍ عن «ظهور» السير أليك دوغلاس هيوم كزعيم للحزب ورئيس للوزراء خلفًا لماكميلان في عام 1963؛ (فادعى أنه دعم نائب ماكميلان راب بتلر، على الرغم من عدم وضوح توصيته بالضبط). رفض الخدمة في حكومة الوطن، وزعم أثناء عمله كمحرر في صحيفة ذا سبيكتيتر تخطي ماكميلان و«الدائرة السحرية» من أولد إيتونيان للخلافة؛ وهي مجموعة مكونة من تسعة رجال من نخبة الحزب، الذين اعتقد أنهم مسؤولون عن اختيار أليك دوغلاس هيوم خلفًا لهارولد ماكميلان.
لم يخوض ماكلود أول انتخابات لقيادة حزب المحافظين في عام 1965، ولكنه أيد الفائز النهائي إدوارد هيث. عُيِّن وزيرًا للخزانة في حكومة هيث عندما عاد المحافظون إلى السلطة في يونيو 1970، ولكنه توفي فجأة بعد شهر واحد فقط.

## كامبريدج والبطاقات
ذهب ماكلود إلى كلية غنفيل وكيوس في كامبريدج في عام 1932 حيث قرأ التاريخ. كان خطابه الوحيد المسجل في مجمع اتحاد كامبريدج في فترة ولايته الأولى ضد اتفاقية أوتاوا؛ إذ نوَّه كاتب سيرة حياته إلى إشارة ذلك لعدم وجود ارتباط عاطفي بالإمبراطورية، على الرغم من أنه لا ينبغي إبداء ردة فعل مهمة منها. لم يشارك في أي دور آخر في السياسة الطلابية، ولكنه أمضى معظم وقته في قراءة الشعر ولعب البريدج، سواء في الجامعة (حيث ساعد في تأسيس جمعية البريدج في جامعة كامبريدج) وفي نادي كروكفوردز وويست إند. تخرج من الجامعة في عام 1935 بدرجة الشرف الثانية، المرتبة الدنيا. 
اكتسب ماكلود من علاقته مع رئيس شركة الطباعة دو لا رو، من خلال جلسات لعب البريدج، عرض عمل. كرس ماكلود معظم طاقاته للبريدج، وأصبح لاعبًا دوليًا بحلول عام 1936. كان أحد أعظم لاعبي البريدج البريطانيين. فاز بالكأس الذهبية لعام 1937 مع زملائه في الفريق موريس هاريسون غراي، وسكيد سايمون، وجاك ماركس وكولين هاردينغ.
كان راتب ماكلود 150 جنيه إسترليني أثناء عمله في دي لا رو، وذلك في الوقت الذي كان فيه متوسط دخل الذكور حوالي 200 جنيه إسترليني سنويًا (حوالي 11000 جنيه إسترليني بأسعار 2016)، ولكنه كان أحيانًا يكسب 100 جنيه إسترليني في ليلة قمار، ولكنه كان يقترض أحيانًا 100 جنيه إسترليني من والده لسداد ديونه. كان ماكلود غالبًا متعبًا جدًا من العمل في الصباح بعد المقامرة معظم الليل، وذلك على الرغم من أنه كان يميل إلى النشاط خلال اليوم، وكان يحظى بشعبية بين زملائه، وكان يعمل وقتًا إضافيًا، في مناسبة واحدة على الأقل، للحصول على طلب في اللحظة الأخيرة للأوراق النقدية الصينية. علّق كاتب سيرته الذاتية بأنه «ربما لكان بقي» لو وجد العمل أكثر إثارة للاهتمام، ولكن دي لا رو تحملته لعدة سنوات وأقالته في عام 1938.
انضم إلى الهيئة القانونية الداخلية في لندن لتهدئة والده، وخاض النشاطات الدراسية ليصبح محاميًا، ولكنه عاش حياة الاستهتار من أرباحه في البريدج في أواخر ثلاثينات القرن الماضي. كان يربح ما يصل إلى 2500 جنيه إسترليني سنويًا معفاة من الضرائب (حوالي 140 ألف جنيه إسترليني بأسعار عام 2016).
كتب لاحقًا كتابًا يحتوي على وصف لنظام أكول للعطاء (المناقصة) بعنوان بريدج لعبة سهلة، ونُشِر في عام 1952 بواسطة فالكون بريس في لندن. استمر ماكلود في كسب المال من اللعب، وكتابة أعمدة الصحف حول البريدج حتى عام 1952 حتى أصبحت حياته السياسية المتطورة من أولوياته.

## الدخول في السياسة
انضم ماكلود إلى الأمانة البرلمانية للمحافظين في عام 1946، بعد مقابلة مع ديفيد كلارك، وكتب أوراقًا موجزة لأعضاء البرلمان المحافظ حول اسكتلندا، والعمل (التوظيف، بأسلوب حديث) والأمور الصحية.
اختير ماكلود كمرشح محافظ عن إنفيلد في عام 1946. نُظِر حينها في سيرة 47 متقدمًا. رتب ماكلود اجتماعًا مع رئيس جمعية إنفيلد المحافظة من خلال أحد معارفه من لعبة البريدج، وأقنعه بإضافة سيرته الذاتية إلى القائمة. وصل بعد المقابلات إلى القائمة النهائية المكونة من أربعة مرشحين. جاء ماكلود في المركز الثاني بعد إلقاء خطاب رديء أمام تجمّع للجمعية في اجتماع الاختيار، ولكن المرشح الفائز فشل في تحقيق الأغلبية المطلوبة بنسبة 10%. اتُّهِمت الجمعية بالاحتيال لعدم إخبارها الأعضاء بهذا الشرط مسبقًا، وخرج أربعون شخصًا منهم، ممثلو فرعين، في احتجاج ضد ذلك. حُدِّد موعد اجتماع ثانِ كان أداء ماكلود فيه أفضل بكثير وفاز بشكل جيد. تلقى ماكلود دعمًا قويًا خلال الاجتماعين من قبل المحافظين الشباب المحليين، الذين كان بإمكانهم التصويت على مواد الجمعية على الرغم من عدم أهليتهم للتصويت بسبب صغر سنهم، وذلك مثل نورمان تبيت البالغ من العمر 15 عامًا، والذي كان مسؤولًا عن فرع بوندرز إند ( منطقة للطبقة العاملة).
فاز المحافظون بإنفيلد عدة مرات في فترة ما بين الحربين، وذلك مع عدم النظر في أغلبية عمالية بلغ عددها 12 ألف في عام 1945 على أنها احتمال وشيك. أعيد رسم الحدود البرلمانية في عام 1948، واختير ماكلود بالإجماع لإنفيلد الغربية الجديدة والأكثر فوزًا، والتي فاز بها في فبراير 1950 وأدارها بشكل مريح طوال فترة حياته المهنية.
اندمجت الأمانة مع قسم أبحاث المحافظين تحت إشراف راب بتلر في عام 1948. كان ماكلود مسؤولًا مشتركًا عن الشؤون الداخلية، ثم أصبح المسؤول الوحيد عنها. صاغ قسم الخدمات الاجتماعية في وثيقة سياسات المحافظين بعنوان الطريق الصحيح لبريطانيا (1949).
نُظِر إلى ماكلود على أنه تلميذ بتلر في قسم أبحاث المحافظين إلى جانب إينوك بأول، وأنغوس مود وريغينالد مودلينغ. اعتقد ديفيد كلارك أن ماكلود هو الأقل موهبة فكريًا من بين الثلاثة، ولكنه اعتقد فيما بعد أنه الأكثر موهبة سياسيًا. انتُخِب الرجال الأربعة للبرلمان في فبراير 1950، وانتُخِب معهم إدوارد هيث الذي دخل البرلمان في نفس الوقت الذي أصبحوا فيه أعضاء في مجموعة «أمة واحدة». كتب ماكلود مع أنغوس مود كتيب أمة واحدة في عام 1950، وكتب بالاشتراك مع إينوك باول كتاب الخدمات الاجتماعية: الاحتياجات والوسائل الذي ظهر في يناير 1952.
كان ماكلود وباول صديقين مقربين في ذلك الوقت. اندهش ماكلود بسبب خطوبة باول الزاهد. كان باول، وهو رجل مجتهد، يشعر بالغيرة إلى حد ما من ترقية صديقه ماكلود في قسم الأبحاث، وواجه صعوبة في اختياره لمقعد يمكن الفوز به، فعمل ماكلود في تدريبه على أسلوب المقابلة.